# Происхождение японского языка
Проблема происхождения японского языка длительное время привлекает внимание специалистов и любителей. Наиболее популярны гипотезы о родстве с корейским языком, а также о присутствии в нём австронезийского субстрата и алтайского суперстрата или об австронезийско-алтайском гибриде.

## История исследований
В классическом японском языке общепризнано выделение двух слоёв: исконно японских и китайских заимствований. Вопрос более ранних истоков языка в традиционной науке не ставился.
Первую работу по внешним связям японского языка опубликовал в 1857 году австриец Антон Боллер (1811–1869), доказывая его родство с урало-алтайскими. Рой Миллер высоко оценивал организацию и методологию публикации Боллера, начавшего со сравнительной фонологии и завершившего морфологией, хотя Боллер обладал лишь ограниченными материалами по японскому языку. В 1908 году идею Боллера развил Фудзиока Кацудзи. Кацудзи перечислил 14 типологических черт, свойственных урало-алтайским языкам и наличествующих и в японском. Из работы Прёле немного этимологий сохранили значение. Ряд новых сопоставлений предложил Густав Рамстедт.
Новый этап исследования алтайских связей японского начался после Второй мировой войны. Объёмная монография Ш. Хагенауэра (1896–1976) «Истоки японской цивилизации» (1956) охватила широкий круг вопросов алтайско-японских связей (не только лингвистические, но также антропологические и археологические данные), но, по оценке Роя Миллера, дала крайне незначительные результаты ввиду невладения автором методами компаративистики.
Многочисленные публикации Ситиро Мураямы (1908–1995), написанные в традиции неограмматиков (Мураяма стажировался в Германии, где познакомился с Николаем Поппе), остались мало известными в Японии, но получили определённое признание на Западе, снискав ему славу наиболее заметного японского компаративиста. Мураяма сопоставил старояпонское окончание -ki с алтайским суффиксом, а также ряд других аффиксов. Сигэо Одзава (1968) сравнил японский с монгольским, приведя около 230 лексических соответствий.
Автор ряда работ по алтайской компаративистике Николай Поппе, вероятно под влиянием Поливанова, не принимал принадлежность японского к алтайским. Отсутствует японский и в работах по алтаистике В. Л. Котвича (1872—1944) и Дж. Г. Киекбаева.
Московский компаративист С. А. Старостин (1953–2005) в монографии 1991 года, написанной на основе докторской диссертации, уточнил схему Роя Миллера и предложил свою систему соответствий японской и алтайской фонологии, указав, что рефлексация гласных вызывает больше проблем, нежели ситуация с согласными, и подчеркнув неадекватность таблицы Миллера-Стрита. Кроме того, Старостин предложил предварительную просодическую реконструкцию, основанную на соответствиях корейских и японских тонов.
Отвергнув ряд более ранних этимологий и предложив некоторые новые, Старостин количественно оценил степень родства базовой лексики следующим образом: в 100-словном списке у японского — 18 совпадений с пратюркским, 17 — с прамонгольским, 15 — с пратунгусо-маньчжурским, и 25 — со среднекорейским, что позволяет как подтвердить алтайское родство в целом, так и выделить корейско-японскую группу в рамках алтайской семьи. Кроме того, для 9 лексем Старостин (опираясь на работы С. Мураямы) подтвердил вероятную австронезийскую этимологию.
Публикация в престижном издательстве Brill «Этимологического словаря алтайских языков» (2003), подготовленного Старостиным в соавторстве с А. В. Дыбо и О. А. Мудраком и включившего японский материал, вызвала многочисленные отзывы, часто весьма критические. А. Вовин (2005) указал на многочисленные ошибки, использование лексем неясного происхождения и отказался видеть регулярные звуковые соответствия в данных авторов, объявив алтайскую теорию делом веры. В подробном ответе на рецензию А. В. Дыбо и Г. С. Старостин подчеркнули, что регулярные звуковые соответствия не обязательно тождественны элементарным механическим правилам, и что в любой реконструкции возможны семантические расхождения.
В. М. Иллич-Свитыч считал, что предположение о родстве японского с алтайскими «не доказано с достаточной строгостью», и не использовал его данные в своем «Опыте сравнения ностратических языков». Однако японский рассматривается среди алтайских и как ближайший родственник когурёского в «Ностратическом словаре» А. Долгопольского. Японский включен в диссертацию И. А. Грунтова «Реконструкция падежной системы праалтайского языка» (М., 2002). Работу Старостина одобрил и известный компаративист Дж. Гринберг. В. М. Алпатов называет алтайскую гипотезу «наиболее распространённой и доказательной», признавая также наличие австронезийского слоя лексики.
В мировой лингвистике при этом само существование генетического родства между алтайскими языками отрицается, а родство с ними японского считается маргинальной теорией.

## Корейско-японские отношения
Небольшой глоссарий корейско-японских соответствий содержала ещё работа Араи Хакусэки 1717 года; в XVIII веке идею родства двух языков высказывал Фудзии Тэйкан (1732—1797). Вслед за У. Астоном её развили С. Канадзава (1910) и С. Огура (1934), сдержанность в этом вопросе проявил С. Хаттори (1959).
Диссертация Квона (1962) отрицает корейско-японское родство. В статье С. Мартина (1924—2009) 1966 года была предложена реконструкция прото-корейско-японского и список лексических соответствий.
Рой Миллер (1924—2014) в монографии 1971 года включает корейский и японский в одну подгруппу. Миллер обратил внимание на статистические асимметрии в реконструкции Мартина. Он предлагает реконструкцию на фонетическом и лексическом уровнях, включая ряд личных местоимений.
Александр Вовин посвятил специальную книгу «Корео-Японика» (2010) опровержению попыток обоснования корейского и японского родства. Большую её часть занимает разбор сопоставлений Уитмена, сделанных в его диссертации 1985 года. Рассматривая схожие аффиксы в корейском и японском, Вовин указывает, что параллели между западным старояпонским и корейским не имеют аналогий в японической группе, что свидетельствует скорее об ареальной, а не генетической близости. Признавая наличие многочисленных параллелей в глагольной морфологии, он трактует их как указания на значительные заимствования западного старояпонского из старокорейского.

## Южные связи
И. Симмура в статье 1908 года, заявляя о родстве японского с урало-алтайскими, предположил, что простота японской фонологии вызвана смешением с языками, родственными языкам островов Тихого океана.
Е. Д. Поливанов сближал с формами малайско-полинезийских языков японский префикс ma-, а также обращал внимание на японскую акцентуацию, видя родство с малайской. Таким образом, он делал вывод о «гибридном происхождении» японского, включившего как алтайские, так и малайско-полинезийские элементы.
Хисаносукэ Идзуи (1953) считал, что австронезийские элементы выступают как старые заимствования в японском. Популяризатором теории южного субстрата выступил С. Оно. Он полагал, что в период Дзёмон в Японии говорили на языке южного происхождения, фонологически схожем с полинезийскими. Позже, в эпоху Яёй, пришельцы с юга Корейского полуострова принесли свой язык.